# Metropolitan Police Service

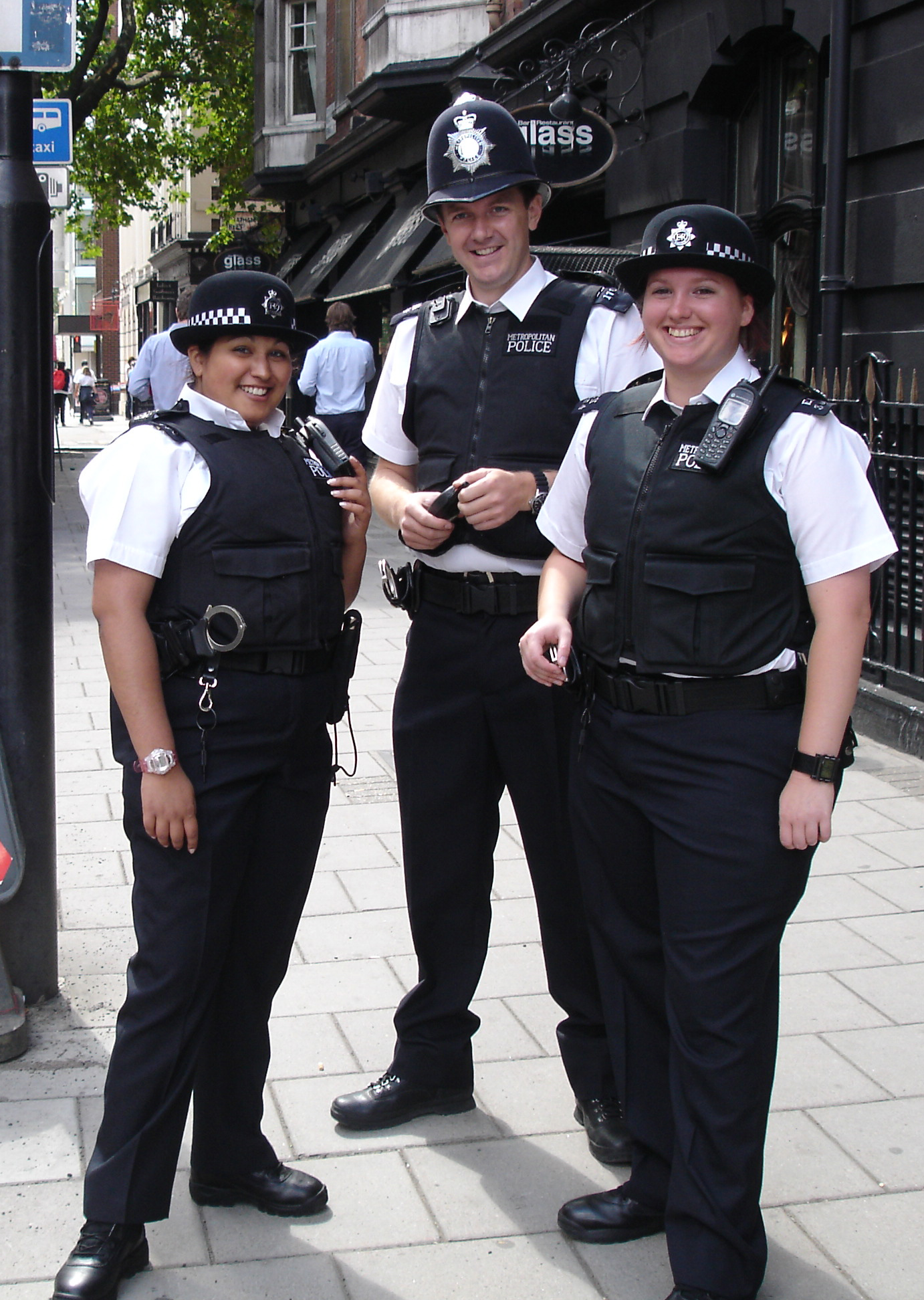
Polizeibeamte der London Metropolitan Police

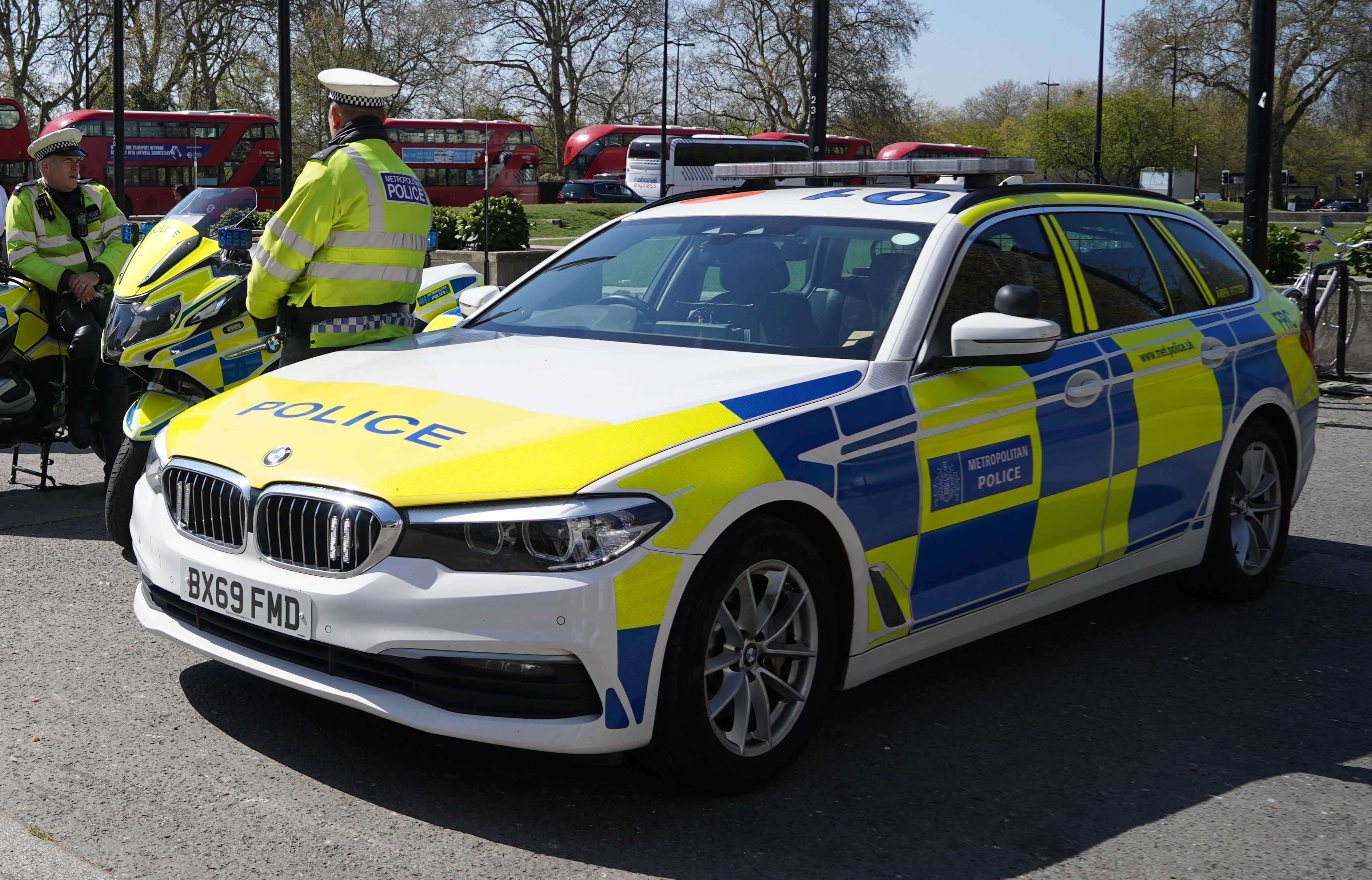
Polizeiauto der Metropolitan Police

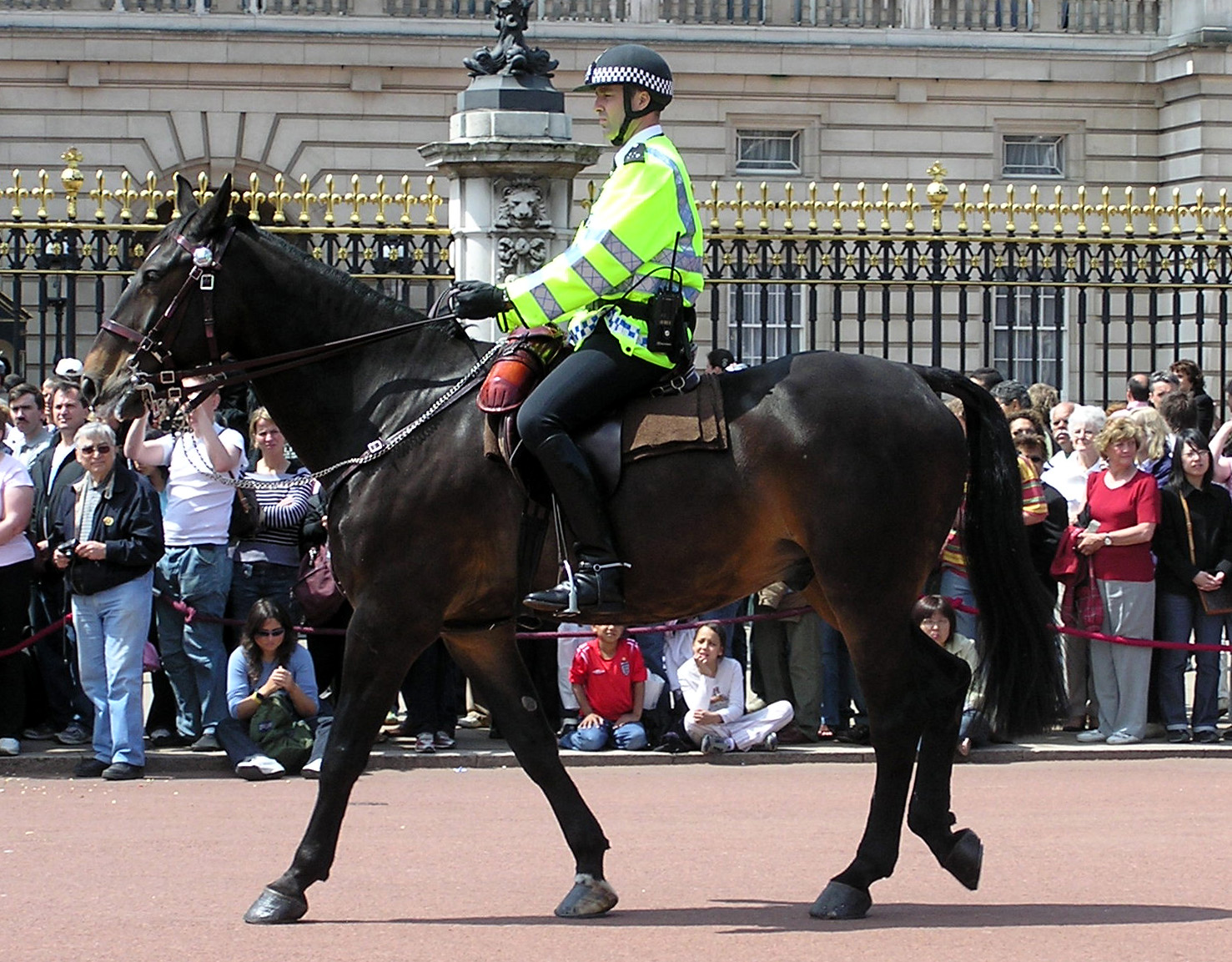
Berittener Polizist vor dem Buckingham Palace

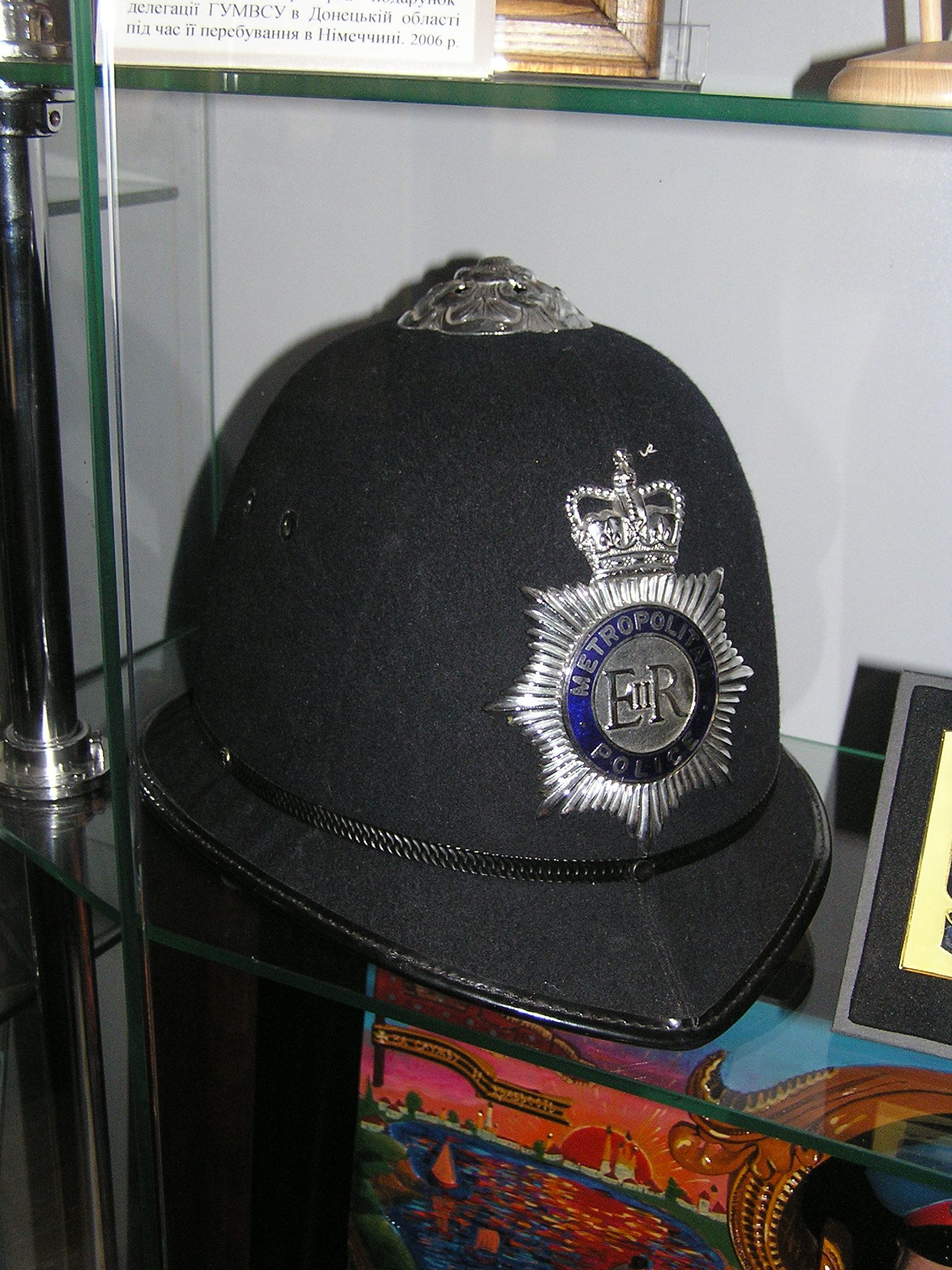
Helm der Metropolitan Police

Der Metropolitan Police Service (MPS; üblicherweise als Metropolitan Police oder umgangssprachlich auch als The Met bezeichnet) ist die Polizeibehörde von Greater London (mit Ausnahme des Stadtteils City of London, der seine eigene Polizei, die City of London Police, unterhält). Ende 2021 zählte die Metropolitan Police 33.076 Polizeibeamte.
Das Hauptquartier der Metropolitan Police befindet sich im New Scotland Yard in Westminster. Scotland Yard wird häufig auch als Metonym für den Metropolitan Police Service verwendet. Die British Transport Police sorgt auf sämtlichen öffentlichen Verkehrsmitteln für Sicherheit. Die für die Sicherheit in den königlichen Parks zuständige Royal Parks Constabulary ist mittlerweile in die Metropolitan Police eingegliedert. Polizeipräsident ist der Commissioner of Police of the Metropolis (normalerweise einfach als Commissioner bezeichnet).

## Geschichte
Die Metropolitan Police wurde am 29. September 1829 durch den damaligen Innenminister Robert Peel gegründet, wodurch die Polizeibeamten die Spitznamen „Peelers“ und „Bobbies“ erhielten. Die Metropolitan Police war die erste offizielle, nicht-paramilitärische Polizeibehörde der Welt.
Bis zur Mitte des 18. Jahrhunderts gab es in London überhaupt keine Polizei. Ruhe und Ordnung wurden durch Magistraten, freiwillige Wachtmeister (constables), Nachtwächter und – wo nötig – durch das Militär aufrechterhalten. Falls das Opfer eines Verbrechens die Verfolgung des Täters wünschte, konnte er einen thief taker („Diebesjäger“) engagieren, der seinen Lebensunterhalt durch Belohnungen und Kopfgelder verdiente.
Der Schriftsteller Henry Fielding wurde 1748 zum Magistraten der City of Westminster ernannt. Sein Haus an der Bow Street 4 war 1739 von seinem Vorgänger Thomas de Veil zu einem Gerichtssaal umfunktioniert worden. Fielding scharte eine Gruppe von acht vertrauenswürdigen Wachtmeistern um sich und autorisierte diese, die Entscheidungen der Magistraten durchzusetzen. Fieldings blinder Halbbruder John Fielding folgte 1754 als Magistrat und wandelte die Patrouille in die erste wirklich effektive Polizeitruppe um, die „Bow Street Runners“. 1798 wurde in Wapping die Marine Police ins Leben gerufen, eine private Sicherheitsgesellschaft, die in den Docks patrouillierte und Frachtdiebstählen nachging. Diese Polizeitruppe ging später in der „Thames Division“ der Met auf und ist heute die Flusspolizei.
Während des frühen 19. Jahrhunderts wuchs die Bevölkerung Londons wegen der industriellen Revolution rasant an. Das System von lokal organisierten Polizeitruppen erwies sich zunehmend als ineffizient für eine ständig wachsende Metropole. 1829 verabschiedete das Unterhaus den Metropolitan Police Act, der das Polizeiwesen in der Hauptstadt direkt dem Innenministerium unterstellte. Zu Beginn bestand die Metropolitan Police aus 1000 Polizeibeamten, deren Aufgabe es war, in einem Radius von sieben Meilen rund um Charing Cross Verbrechen zu verhindern und aufzuklären.
Bis 2000 blieb die Met unter direkter Kontrolle des Innenministeriums, als die Verantwortung an die neu geschaffene Greater London Authority übertragen wurde. Die Aufsicht erfolgt durch eine Behörde namens „Metropolitan Police Authority“. Diese ist zusammengesetzt aus dem Mayor of London und mehreren unabhängigen Mitgliedern. Der Polizeipräsident wird aber noch immer durch den Innenminister ernannt.
Im März 2021 entführte ein Londoner Polizist eine Frau, vergewaltigte und ermordete sie. Die Metropolitan Police gab daraufhin eine breiter angelegte Untersuchung in Auftrag. In dem Untersuchungsbericht vom März 2023 wird die Metropolitan Police als institutionell rassistisch, frauenfeindlich und homophob beschrieben; sie sei kaputt, verrottet und habe das Vertrauen der Bevölkerung verloren.

## Aufbauorganisation
Die Metropolitan Police besteht aus fünf Hauptdirektoraten, die jeweils von einem Assistant Commissioner beziehungsweise, im Falle des Verwaltungsdirektorats, einem Direktor der Polizei (Director of Police) geleitet werden. Es bestehen die Hauptdirektorate Territorial Policing (Territoriale Polizei), Specialist Crime Directorate (Direktorat für besondere Straftaten), Specialist Operations (Sondereinsätze), Central Operations (Zentrale Einsätze) und Administration and Support (Verwaltung und Unterstützung).
Die Metropolitan Police wird von einem Management Board geleitet, das aus dem Commissioner, dem Deputy Commissioner und den Leitern der Hauptdirektorate besteht. Bis zu seinem Rücktritt am 17. Juli 2011 war Sir Paul Stephenson Polizeipräsident, als er aufgrund des Telefon-Abhörskandals bei News of the World in Kritik kam. Cressida Dick CBE wurde 2017 die erste weibliche Leiterin der Behörde (Commissioner). Ihr folgte im Juni 2022 Sir Mark Peter Rowley nach.

### Territorial Policing
Das Direktorat Territorial Policing (TP) wird von Assistant Commissioner Simon Byrne geleitet. Es ist für die alltägliche Arbeit zuständig. Der Zuständigkeitsbereich der Metropolitan Police (Metropolitan Police District) wird in 32 Borough Operational Command Units (BOCU) unterteilt. Die Aufteilung der Polizeibezirke ist deckungsgleich mit den Stadtbezirken. Die Polizeibezirke werden von einem Chief Superintendent oder Commander (BOCU Westminster) geleitet. Die BOCU sind für alle Polizeiaufgaben in ihrem Bezirk zuständig. Dem Direktorat Territorial Policing unterstehen außerdem das Royal Parks Operational Command Unit und das Safer Transport Command.
Vor dem 1. April 2000 war die Metropolitan Police auch in einigen Gebieten außerhalb von Greater London tätig, in Teilen von Essex, Hertfordshire und Surrey. Seither entspricht die Grenze des Polizeibezirks Metropolitan Police District genau jener von Greater London, mit Ausnahme der City of London.

#### Borough Operational Command Units
Die in Klammern angegebenen Buchstaben werden auf Schulterklappen als Kennzeichnung der Zugehörigkeit getragen, die Zahl gibt die Anzahl der Beamten an:
| - Barking and Dagenham (KG): 436 - Barnet (SX): 553 - Bexley (RY): 386 - Brent (QK): 664 - Bromley (PY): 492 - Camden (EK): 796 - Croydon (ZD): 694 - Ealing (XB): 697 - Enfield (YE): 560 - Greenwich (RG): 630 - Hackney (GD): 733 - Hammersmith and Fulham (FH): 567 - Haringey (YR): 689 - Harrow (QA): 364 - Havering (KD): 381 - Hillingdon (XH): 515 | - Hounslow (TX): 494 - Islington (NI): 679 - Kensington and Chelsea (BS): 537 - Kingston upon Thames (VK): 303 - Lambeth (LX): 948 - Lewisham (PL): 634 - Merton (VW): 372 - Newham (KF): 779 - Redbridge (JI): 468 - Richmond upon Thames (TW): 298 - Southwark (MD): 852 - Sutton (ZT): 340 - Waltham Forest (JC): 546 - Tower Hamlets (HT): 745 - Wandsworth (WW): 589 - Westminster (CW): 1.470 |

#### Polizeireviere
Neben der Zentrale am New Scotland Yard gibt es 140 Polizeireviere. Dabei gibt es Reviere, die rund um die Uhr besetzt sind, solche mit Tagdienst oder auch solche, die nur an einigen Tagen in der Woche geöffnet sind. Das älteste Polizeirevier war das in der Bow Street. Es wurde 1881 eingerichtet und 1992 geschlossen, wobei der angeschlossene Bow Street Magistrates Court noch bis zum 14. Juli 2006 bestand. Das älteste noch bestehende Revier ist das in Wapping. Es wurde 1908 eingerichtet. Hier befindet sich die Zentrale der „Marine Support Unit“, welche für die Themse zuständig ist, ein Leichenhaus und das Flusspolizeimuseum. Bekannt ist auch das Revier in Paddington Green, welches unterirdische Unterbringungsmöglichkeiten für Terrorismusverdächtige besitzt. 
An vielen Revieren befindet sich noch die 1861 eingeführte blaue Lampe zur Kennzeichnung. 

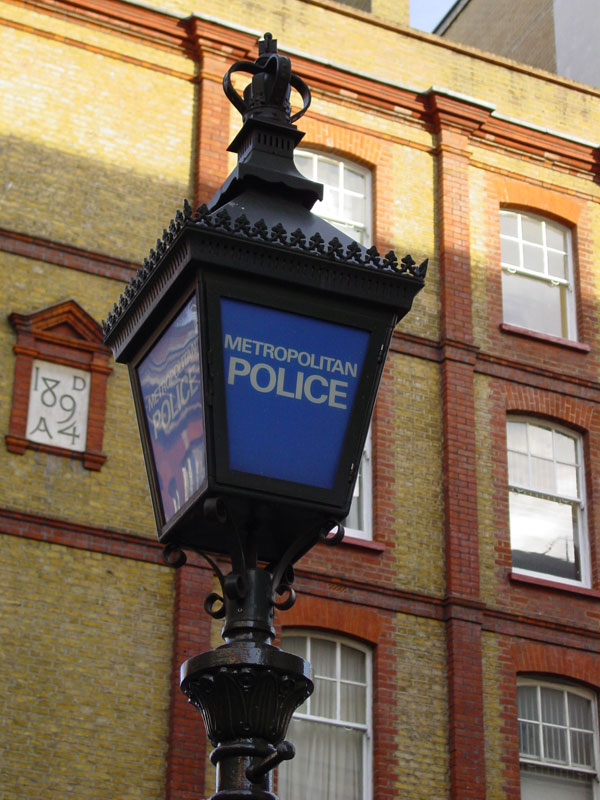
Die traditionelle blaue Lampe wird bei vielen Revieren zur Kennzeichnung verwendet

Die Reviere sind unterschiedlich besetzt. Mögliche Besetzungen sind 
- die uniformierte Polizei im Streifendienst und in der Prävention,
- „Police Community Support Officer“, die Präsenz im Revier zeigen und den Streifendienst unterstützen,
- Safer Neighbourhood Team, aus regulären und freiwilligen Polizisten zusammengesetzt,
- Verkehrsüberwachung im ruhenden Verkehr,
- Präventionsbeamte, die keine Polizisten sind und zur Verbrechensvorbeugung beraten,
- Waffenermittlungsbeamte, die keine Polizisten sind, aber Ermittlungen im Bereich von Schusswaffenvorschriften anstellen und für Waffengenehmigungen zuständig sind,
- Verwaltungsbeschäftigte
- Archivbeschäftigte
- Polizeischüler
- Polizeifreiwillige der Metropolitan Special Constabulary
- Kriminalpolizei (Criminal Investigation Department, CID). Diese Abteilung wird von einem Detective Chief Inspector geleitet und mit Detective Constables, Detective Sergeants und Detective Inspectors besetzt.

Viele Reviere besitzen Arrestzellen.

### Fachgruppen

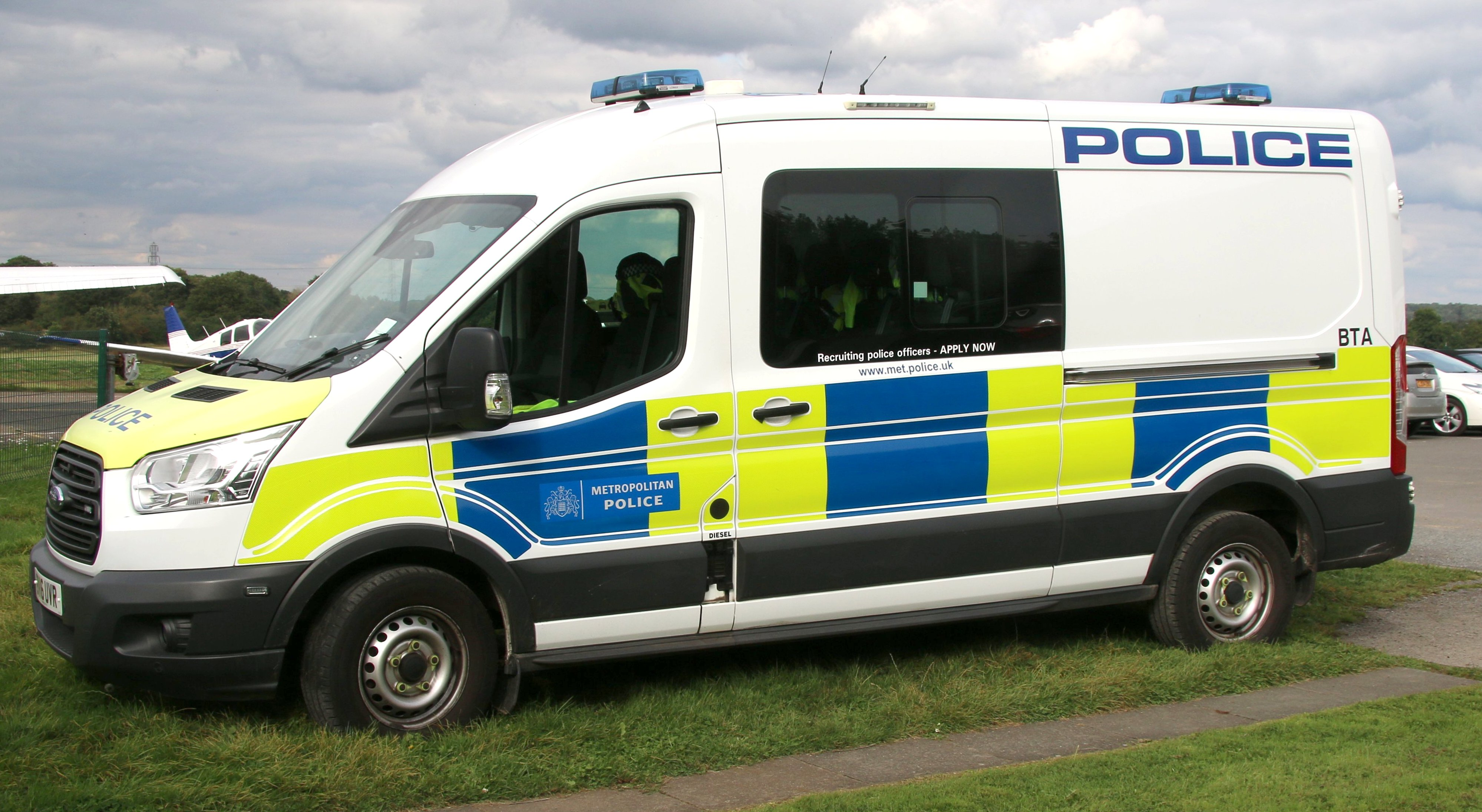
Polizeiauto der Metropolitan Police

Die Metropolitan Police besitzt verschiedene Fachgruppen, die 1986 in der Abteilung „Specialist Operations“ (SO) aus verschiedenen Abteilungen zusammengefasst wurden. Von den ursprünglich 20 Gruppen sind im Laufe der Zeit noch wenige übrig geblieben.
- SO1: Sonderschutz (Specialist Protection, verschmolzen mit SO14 als „Protection Command“)
- SO2: Unterstützungsgruppe (Crime Support Branch/Department Support Group)
- SO3: Tatortgruppe, Direktorat für Forensische Dienste (Scenes of Crime Branch/Directorate of Forensic Services, jetzt Teil des Specialist Crime Directorate als SCD4 Forensic Services)
- SO4: Nationaler Identifizierungsdienst (National Identification Service)
- SO5: Miscellaneous Force Indexes/Child Protection (jetzt SCD5 Child Abuse Investigation Team)
- SO6: Fraud Squad (jetzt SCD6 Economic and Specialist Crime)
- SO7: Serious and Organised Crime (umbenannt in Serious and Organised Crime Group, SCD7)
- SO8: Forensic Science Laboratory
- SO9: Flying Squad (mit gleichem Namen und gleichen Aufgaben jetzt als SCD7 bezeichnet).
- SO10: Crime Operations Group (jetzt SCD10 Covert Policing)
- SO11: Criminal Intelligence Branch (umbenannt in Public Order Operational Command Unit, CO11)
- SO12: Special Branch (verschmolzen mit SO13 als Counter Terrorism Command)
- SO13: Anti-Terrorism Branch (verschmolzen mit SO12)
- SO14: Royalty Protection Branch (verschmolzen mit SO1)
- SO15: Counter Terrorism Command
- SO16: Diplomatic Protection Group (jetzt Teil des Protection Command).
- SO17: PNC Bureau (jetzt Police Information Technology Organisation)
- SO18: Aviation Security/Airport Policing (jetzt: Aviation Security Operational Command Unit, CO18 in der Abteilung Central Operations)
- SO19: Force Firearms Unit (jetzt: Specialist Firearms Command, SCO19)
- SO20: Forensic Medical Examiners Branch

Daneben gibt es noch die Abteilung Central Operations, die ebenfalls speziell ausgebildete Polizisten stellen.

## Dienstgrade
| Constable                                               | Sergeant                                                          | Inspector                     | Chief Inspector                     | Superintendent                     | Chief Superintendent                     | Commander                                     | Deputy Assistant Commissioner                                   | Assistant Commissioner                                                 | Deputy Commissioner                                                 | Commissioner                                                 |
| ------------------------------------------------------- | ----------------------------------------------------------------- | ----------------------------- | ----------------------------------- | ---------------------------------- | ---------------------------------------- | --------------------------------------------- | --------------------------------------------------------------- | ---------------------------------------------------------------------- | ------------------------------------------------------------------- | ------------------------------------------------------------ |
| Metropolitan Police PC Epaulette                        | Metropolitan Police Sergeant Epaulette                            | UK Police Inspector Epaulette | UK Police Chief Inspector Epaulette | UK Police Superintendant Epaulette | UK Police Chief Superintendant Epaulette | UK Police Assistent Chief Constable Epaulette | UK Police Deputy Chief Constable Epaulette                      | Metropolitan Police Assistant Commissioner of the Metropolis Epaulette | Metropolitan Police Deputy Commissioner of the Metropolis Epaulette | Metropolitan Police Commissioner of the Metropolis Epaulette |
| Polizeimeister, Polizeiobermeister, Polizeihauptmeister | Polizeikommissar, Polizeioberkommissar, Polizeihauptkommissar A11 | Polizeihauptkommissar A12     | Erster Polizeihauptkommissar        | Polizeirat, Polizeioberrat         | Polizeidirektor                          | Leitender Polizeidirektor                     | Erster Direktor (Leiter eines Dezernats einer Polizeidirektion) | Erster Direktor (Leiter eines Dezernats einer Polizeidirektion)        | Polizeivizepräsident (Abteilungsleiter einer Polizeidirektion)      | Polizeipräsident (Leiter einer Polizeidirektion)             |

## Tauzieh-Mannschaft bei den Olympischen Spielen
Die Tauzieh-Mannschaft der Metropolitan Police gewann bei den Olympischen Sommerspielen 1908, als für das Vereinigte Königreich gleich drei Polizeiteams an den Start gingen, die Bronzemedaille.